# Erik Ingemundsson
Erik Ingemundsson, född 1581, död 1622, var en svensk borgmästare och riksdagsman.

## Biografi
Erik Ingemundsson föddes 1581. Han var son till nämndemannen Ingemund Matsson i Värsta. Erik Ingemundsson var borgmästare i Stockholm och var riksdagsman för borgarståndet i Stockholm vid riksdagen 1617 och riksdagen 1621. Han avled 1622.

### Familj
Erik Ingemundsson gifte sig 1607 med Margareta Nilsdotter (död 1630), dotter till borgmästaren Nils Eriksson och Karin Mårtensdotter i Stockholm. Efter Erik Ingemundssons död gifte Margareta Nilsdotter om sig med direktören Henrik Hybertsson vid Skeppsbyggeriet och diplomaten Lars Nilsson Tungel.